# مارسياس
مارسياس Marsyas هو ساتير تنافس مع أبولو في مسابقة موسيقية وقد عثر على ناي اخترعته أثينا فتحدى أبولو الذي كانت لديه قيثارة، وهناك قصتان ترويان ما حدث. فأولهما تقول أنه تم إحضار الملك ميداس كحكم ففضل مارسياس مما حدا بأبولو بمعاقبته بأن جعل له اذني حمار، وتقول أخرى أن الملهمات (ميوس) تم جلبهم كحكام وأعلنت أبولو فائزا وحكم على مارسياس بأ يربط على شجرة ويسلخ حيا.